# Dolmen la Pierre Levée (Janville)

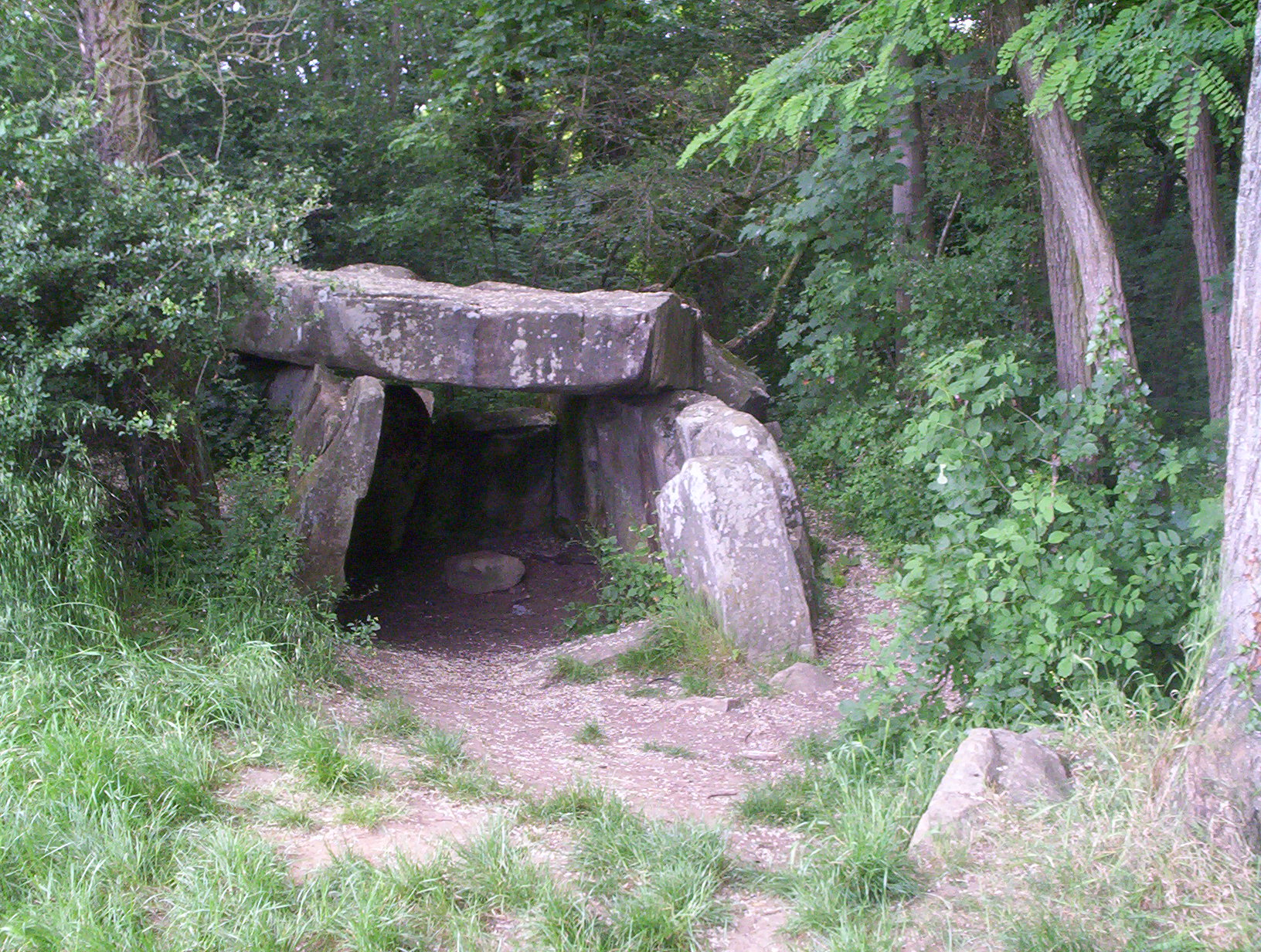
La Pierre Levée von Janville-sur-Juine

Der 1860 entdeckte Dolmen La Pierre Levée liegt in Janville-sur-Juine im Département Essonne, südlich von Paris in Frankreich. Das alte Kataster nennt diesen Ort „champtier de la Pierre Levée“. Dolmen ist in Frankreich der Oberbegriff für Megalithanlagen aller Art (siehe: Französische Nomenklatur).
Die neolithische Megalithanlage besteht aus elf Steinen, neun Tragsteine und zwei Decksteine, von denen einer etwa 16 Tonnen wiegt. Es ist ein Dolmen vom Typ angevin. Die trapezoide Kammer ist etwa 4,3 m lang. Sie hat an der Eingangsseite 2,25 m untere Breite und auf der Ostseite 2,58 m. Die leicht einwärts geneigten Tragsteine der Seitenwände haben eine bei der Ausgrabung ermittelte totale Länge von durchschnittlich 2,5 m. Der Dolmen hatte anfangs noch einen Hügel aus Steinen und Erde, der aber abgedeckt wurde. Etwa 1865 oder 1870 sollen ein Dutzend (andere Erzählungen sprechen von sieben oder zehn) Skelette entdeckt worden sein, die jedoch nicht auf Steinplatten ruhten wie in anderen Dolmen, sondern auf einem Bett aus kleinen runden Kieselsteinen, die wahrscheinlich vom Ufer des Juine stammten. Im Jahr 1872 kaufte ein Amateur-Archäologe den Dolmen, um die weitere Entfernung von Steinen zu unterbinden.
Seit 1949 ist er als Monument historique unter Schutz gestellt.
Außer dem Dolmen La Pierre Levée liegen im Departement noch die Dolmen le Grès de Linas und Roche qui Tourne.